# Nord Nord Mord
Nord Nord Mord ist eine Kriminalfilmreihe des ZDF, die seit 2011 ausgestrahlt wird. Von 2011 bis 2018 spielte Robert Atzorn in acht Folgen die Rolle des Hauptkommissars Theo Clüver. Atzorn stieg mit der achten Folge, Clüver und der leise Tod, auf eigenen Wunsch aus der Serie aus. Sein Nachfolger wurde Peter Heinrich Brix als Kommissar Carl Sievers.

## Handlung
Bei der Kripo Sylt ermittelt der kantige Hauptkommissar Theo Clüver, der eher geneigt ist, traditionell mit Einfühlungsvermögen, Geduld und Spürsinn Fälle aufzuklären, als moderne Ermittlungsmethoden anzuwenden. Seine Kollegin Ina Behrendsen geht die Fälle eher sachlich, nüchtern und emotionslos an, während Hinnerk Feldmann, der ursprünglich von der Ostsee stammt, durch sein besserwisserisches Auftreten auffällt.
Nach Clüvers Abschied in den Ruhestand wurde sein Posten von dem eher verschlossenen und wortkargen Hauptkommissar Carl Sievers übernommen, der aus Kiel nach Sylt versetzt wurde und ein professionelles Vorgehen mit einem wachen Verstand vereint. Allerdings scheint er auch eine gesundheitliche Hypothek mit sich herumzutragen.

## Besetzung
| Name               | Schauspieler             | Folge                 | Jahr      |
| ------------------ | ------------------------ | --------------------- | --------- |
| Theo Clüver        | Robert Atzorn            | 1–8                   | 2011–2018 |
| Carl Sievers       | Peter Heinrich Brix      | 9–                    | 2018–     |
| Ina Behrendsen     | Julia Brendler           | 1–                    | 2011–     |
| Hinnerk Feldmann   | Oliver Wnuk              | 1–                    | 2011–     |
| Tabea Krawinkel    | Victoria Trauttmansdorff | 9–18, 20–             | 2018–     |
| Rechtsmedizinerin  | Anne Weber               | 4–5, 8–10, 13–14, 16– | 2016–     |
| Polizist Schneider | Stephan A. Tölle         | 8–11, 15–             | 2018–     |

## Episodenliste
| Nr. | Originaltitel                                            | Erstausstrahlung | Regie            | Drehbuch                                        | Zuschauer              |
| --- | -------------------------------------------------------- | ---------------- | ---------------- | ----------------------------------------------- | ---------------------- |
| 1   | Nord Nord Mord                                           | 21. Apr. 2011    | Josh Broecker    | Lars Albaum                                     | 4,29 Mio. (15,5 % MA)  |
| 2   | Nord Nord Mord – Clüver und die fremde Frau              | 11. Sep. 2013    | Anno Saul        | Thomas Oliver Walendy                           | 7,31 Mio. (24,5 % MA)  |
| 3   | Nord Nord Mord – Clüvers Geheimnis                       | 9. März 2015     | Anno Saul        | Stefan Cantz, Jan Hinter                        | 7,23 Mio. (22,0 % MA)  |
| 4   | Nord Nord Mord – Clüver und der tote Koch                | 4. Apr. 2016     | Anno Saul        | Berno Kürten                                    | 6,05 Mio. (18,8 % MA)  |
| 5   | Nord Nord Mord – Clüver und die wilde Nacht              | 3. Jan. 2017     | Anno Saul        | Stefan Cantz, Jan Hinter                        | 7,16 Mio. (21,4 % MA)  |
| 6   | Nord Nord Mord – Clüver und die tödliche Affäre          | 20. März 2017    | Christian Theede | Thomas Oliver Walendy                           | 7,33 Mio. (22,0 % MA)  |
| 7   | Nord Nord Mord – Clüver und der König von Sylt           | 20. Sep. 2017    | Thomas Jauch     | Stefan Cantz, Jan Hinter                        | 6,52 Mio. (22,3 % MA)  |
| 8   | Nord Nord Mord – Clüver und der leise Tod                | 15. Jan. 2018    | Anno Saul        | Anno Saul                                       | 8,87 Mio. (26,2 % MA)  |
| 9   | Nord Nord Mord – Sievers und die Frau im Zug             | 15. Okt. 2018    | Thomas Jauch     | Stefan Cantz, Jan Hinter                        | 8,16 Mio. (26,5 % MA)  |
| 10  | Nord Nord Mord – Sievers und die Tote im Strandkorb      | 29. Apr. 2019    | Christian Theede | Thomas Oliver Walendy                           | 7,31 Mio. (23,8 % MA)  |
| 11  | Nord Nord Mord – Sievers und die tödliche Liebe          | 13. Jan. 2020    | Berno Kürten     | Berno Kürten                                    | 8,41 Mio. (26,7 % MA)  |
| 12  | Nord Nord Mord – Sievers und die schlaflosen Nächte      | 5. Okt. 2020     | Anno Saul        | Stefan Cantz, Jan Hinter                        | 8,52 Mio. (27,0 % MA)  |
| 13  | Nord Nord Mord – Sievers und der goldene Fisch           | 6. Jan. 2021     | Berno Kürten     | Thomas Oliver Walendy                           | 8,78 Mio. (26,8 % MA)  |
| 14  | Nord Nord Mord – Sievers und der schönste Tag            | 15. März 2021    | Maria von Heland | Thomas Oliver Walendy                           | 9,91 Mio. (30,0 % MA)  |
| 15  | Nord Nord Mord – Sievers und der schwarze Engel          | 18. Okt. 2021    | Berno Kürten     | Jan Hinter, Stefan Cantz                        | 8,58 Mio. (29,3 % MA)  |
| 16  | Nord Nord Mord – Sievers und die Stille Nacht            | 20. Dez. 2021    | Sven Nagel       | Thomas Oliver Walendy                           | 8,21 Mio. (26,3 % MA)  |
| 17  | Nord Nord Mord – Sievers und das mörderische Türkis      | 17. Jan. 2022    | Berno Kürten     | Thomas Oliver Walendy                           | 10,32 Mio. (33,1 % MA) |
| 18  | Nord Nord Mord – Sievers sieht Gespenster                | 19. Dez. 2022    | Ole Zapatka      | Thomas Oliver Walendy                           | 8,95 Mio. (31,1 % MA)  |
| 19  | Nord Nord Mord – Sievers und die letzte Beichte          | 16. Jan. 2023    | Berno Kürten     | Thomas Oliver Walendy                           | 9,44 Mio. (33,1 % MA)  |
| 20  | Nord Nord Mord – Sievers und der große Knall             | 27. Feb. 2023    | Ole Zapatka      | Berno Kürten                                    | 8,98 Mio. (31,4 % MA)  |
| 21  | Nord Nord Mord – Sievers und der erste Schrei            | 10. Apr. 2023    | Berno Kürten     | Thomas Oliver Walendy                           | 6,13 Mio. (20,2 % MA)  |
| 22  | Nord Nord Mord – Sievers und der Traum vom Fliegen       | 18. Dez. 2023    | Alex Schaad      | Katja Töner                                     | 8,57 Mio. (30,7 % MA)  |
| 23  | Nord Nord Mord – Sievers und die fünf Fragezeichen       | 8. Jan. 2024     | Sven Nagel       | Thomas Oliver Walendy, Berno Kürten, Sven Nagel | 8,40 Mio. (30,2 % MA)  |
| 24  | Nord Nord Mord – Sievers und das Geisterhaus             | 23. Dez. 2024    | Alex Schaad      | Marc Rensing, Sven Petersen, Berno Kürten       | 7,00 Mio. (26,8 % MA)  |
| 25  | Nord Nord Mord – Sievers und der verlorene Hund          | 20. Jan. 2025    | Berno Kürten     | Katja Töner                                     | 8,66 Mio. (33,2 % MA)  |
| 26  | Nord Nord Mord – Sievers und der tiefe Schlaf            | 12. Mai 2025     | Berno Kürten     | Berno Kürten, Sven Nagel                        | 8,63 Mio. (37,1 % MA)  |
| 27  | Nord Nord Mord – Sievers und die stillen Austern         | –                | Bruno Grass      | Katja Töner, Sebastian Bleyl                    |                        |
| 28  | Nord Nord Mord – Sievers und der letzte Tango (AT)       | –                | Berno Kürten     | Berno Kürten                                    |                        |
| 29  | Nord Nord Mord – Sievers und der Gesang der Wale (AT)    | –                | Berno Kürten     | Berno Kürten                                    |                        |
| 30  | Nord Nord Mord – Sievers und die Tote auf der Fähre (AT) | –                | Sven Nagel       | Sven Nagel                                      |                        |
| 31  | Nord Nord Mord – Sievers und das perfekte Dinner (AT)    | –                | Sven Nagel       | Sven Nagel                                      |                        |

## DVD-Veröffentlichungen
- Folgen 1–3 erschienen am 10. April 2015
- Folgen 4–5 erschienen am 17. März 2017
- Folgen 6–8 erschienen am 23. März 2018
- Folgen 9–10 erschienen am 10. Januar 2020
- Folgen 11–12 erschienen am 8. Januar 2021
- Folgen 13–14 erschienen am 23. April 2021
- Folgen 15–16 erschienen am 28. Januar 2022

## Beurteilung
In der FAZ beurteilte der Journalist Michael Hanfeld die Filmreihe anlässlich der Erstausstrahlung der 16. Episode als beispielhaft für die im deutschen öffentlich-rechtlichen Fernsehen gezeigten Fernsehfilme. Die Filme der Reihe vermittelten überwiegend den Eindruck „einer Krimiserie im Rosamunde-Pilcher-Stil, klischeesatt, vorhersehbar in Handlung und Figurenführung, mit dezentem Dialogwitz und Sanftpop-Soundtrack […], ein klassisches Beispiel für den gediegenen Fernsehfilmeskapismus, der im Programm von ARD und ZDF eine große Rolle spielt.“

## Running Gags
Neben humorvollen Elementen der Serie äußert sich ein Running Gag darin, dass die Fotosammlung Verdächtiger (zur Findung eines Gesamtbildes) nicht auf eine Tafel, sondern direkt an die Wand auf die grüne Tapete geklebt und geschrieben wird. Nach Auflösung des Falles sieht man, wie die Wand neu gestrichen wird.